# Tuamotu-szigeteki nádiposzáta
A Tuamotu-szigeteki nádiposzáta (Acrocephalus atyphus) a verébalakúak (Passeriformes) rendjébe, ezen belül a nádiposzátafélék (Acrocephalidae) családjába és az Acrocephalus nembe tartozó faj. 18 centiméter hosszú. A Polinéziához tartozó Tuamotu-szigeteken él. Rovarokkal, pókokkal, rákokkal, puhatestűekkel táplálkozik. Egész évben költ.

## Alfajok
- A. a. atyphus (Wetmore, 1919) – északnyugati Tuamotu-szigetek;
- A. a. eremus (Wetmore, 1919) – Makatea-sziget;
- A. a. niauensis (Murphy & Mathews, 1929) – Niau-sziget;
- A. a. flavidus (Murphy & Mathews, 1929) – Napuka-sziget;
- A. a. palmarum (Murphy & Mathews, 1929) – Anaa-sziget;
- A. a. ravus (Wetmore, 1919) – délkeleti Tuamotu-szigetek.

## Fordítás
- Ez a szócikk részben vagy egészben  a   Tuamotu reed warbler című angol Wikipédia-szócikk fordításán alapul.  Az eredeti cikk szerkesztőit annak laptörténete sorolja fel. Ez a jelzés csupán a megfogalmazás eredetét és a szerzői jogokat jelzi, nem szolgál a cikkben szereplő információk forrásmegjelöléseként.